# Санников, Яков

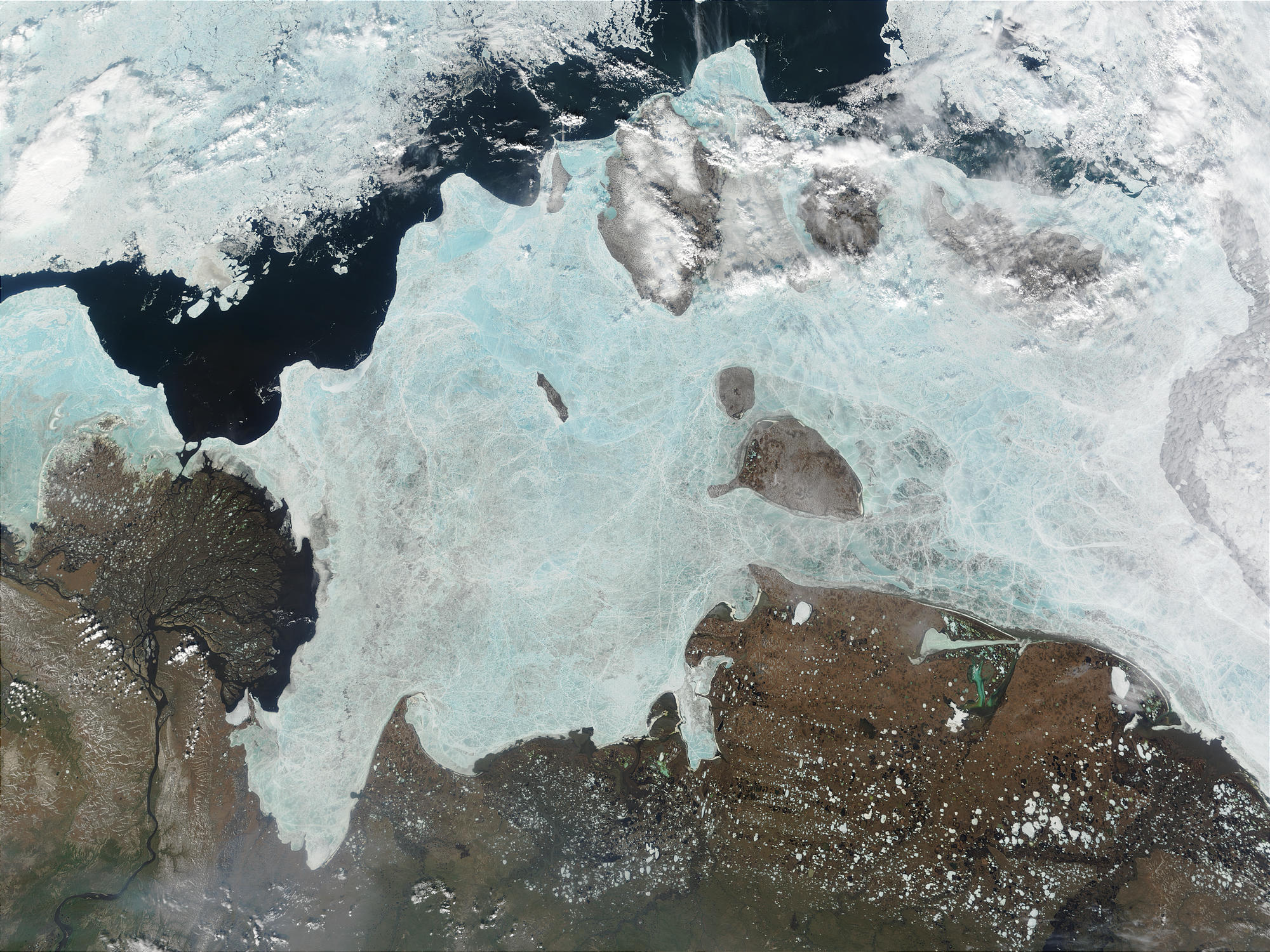
Новосибирские острова

Я́ков Са́нников (около 1749, Усть-Янск — 1825) — русский купец из Якутска, добытчик песца, бивней мамонта и исследователь Новосибирских островов.
Известен как открыватель острова-призрака «Земля Санникова», который он видел с Новосибирских островов.

## Биография
По происхождению якут. Занимался добычей песцов.
Открыл и описал острова Столбовой (1800) и Фаддеевский (1805).
В 1808—1810 годах участвовал в экспедиции в Северный Ледовитый океан ссыльного рижского шведа Матвея Геденштрома. В 1810 году пересёк остров Новая Сибирь, в 1811 году обошёл остров Фаддеевский.
Санников высказал мнение о существовании к северу от Новосибирских островов, в частности от острова Котельный, обширной земли, названной «Земля Санникова».
В январе 1812 года прибыл в Санкт-Петербург, где написал докладную записку о своих открытиях: реальных и предполагаемых, обещал «продолжить открытие новых островов и прежде всего той земли, которую видел он на север от Котельного и Фаддеевского островов», просил выделить ему на это средства. Сибирский генерал-губернатор И. Б. Пестель (отец декабриста) заинтересовался предложением, но вскоре началась Отечественная война 1812 года и о северных землях забыли. По недавно обнаруженным документам Санников умер в 1825 году глубоким по тем временам стариком (76 лет).

## Семья
У Якова Санникова было четыре сына: Андрей (род. 1790), Роман (род. 1791), Фёдор (род. 1797) и Михаил (род. 1804).
Его внук — также Яков Санников (сын Фёдора) — известен как меценат, помогавший полярным исследователям Александру Бунге, Эдуарду Толлю, Фритьофу Нансену.

## Память
В память об исследователе названы:
- Земля Санникова
- Улица Санникова в городе Москва;
- Пролив Санникова между островами Малый Ляховский и Котельный архипелага Новосибирских островов;
- Река на севере острова Котельный архипелага Новосибирских островов;
- Гора (Санников-Тага) на острове Большом Ляховском архипелага Новосибирских островов.
- деревня Санникова в Тюменской области, Тобольский район.